# Erivanski
Erivanski (del ruso: Эриванский) es un jútor del raión de Abinsk del krai de Krasnodar en el sur de Rusia. Está situado en el borde septentrional del Cáucaso Occidental, al inicio de las llanuras de Kubán-Priazov, 8 km al suroeste de Abinsk y 70 km al suroeste de Krasnodar, la capital del krai. Tenía 420 habitantes en 2010.
Pertenece al municipio Svetlogórskoye.

## Transporte
La localidad cuenta con una plataforma ferroviaria en la línea Krasnodar-Krivenkovskoye-Tuapsé del ferrocarril del Cáucaso Norte.